# Parada Independencia
Independencia es una estación ferroviaria ubicada en la ciudad de González Catán, partido de La Matanza, Provincia de Buenos Aires, Argentina.

## Ubicación
La estación se encuentra en el km 29 de la Ruta Nacional 3, en su intersección con la Ruta Provincial 21 en González Catán.
Se ubica enfrente del Centro de Trasbordo González Catán y muy cerca del centro comercial Catán Shopping y de la terminal de la línea de colectivos 180, lo que hace que sea muy concurrida.

## Servicios
La estación corresponde al Ferrocarril General Manuel Belgrano de la red ferroviaria argentina, en el ramal Sur, que conecta las terminales Sáenz y González Catán.
Actualmente se encuentra en el lugar un Centro de Transbordo Integral, que permite a los usuarios del tren combinar con los servicios de combis y con la primera estación del Metrobús La Matanza.

## Historia
La estación fue inaugurada el 6 de marzo de 1981 como parada intermedia entre las estaciones González Catán y Laferrere.
Originalmente contaba con dos andenes bajos separados por el puente de la Ruta Nacional 3, con una multitud de comercios en el lado de la Ruta Provincial 21 y debajo del puente un paso peatonal a nivel que unía los dos andenes. 
Sin embargo, el 3 de octubre de 2017 se renovó por completo la estación (junto a otras más del Belgrano Sur), clausurando el andén bajo de la vía ascendente sentido a Buenos Aires y reemplazándolo por uno nuevo elevado y enfrentado al andén sentido a González Catán. Asimismo, la mayoría los comercios adyacentes a la avenida General Rojo fueron clausurados y desmantelados (principalmente los que se ubicaban en el lugar del nuevo andén) y el cruce peatonal fue reemplazado por un nuevo puente que comunica los andenes con el Centro de Trasbordo González Catán.